# Hyacinthella lazulina
Hyacinthella lazulina là một loài thực vật có hoa trong họ Măng tây. Loài này được K.Perss.& Jim.Perss. mô tả khoa học đầu tiên năm 1992.